# Ризоїди

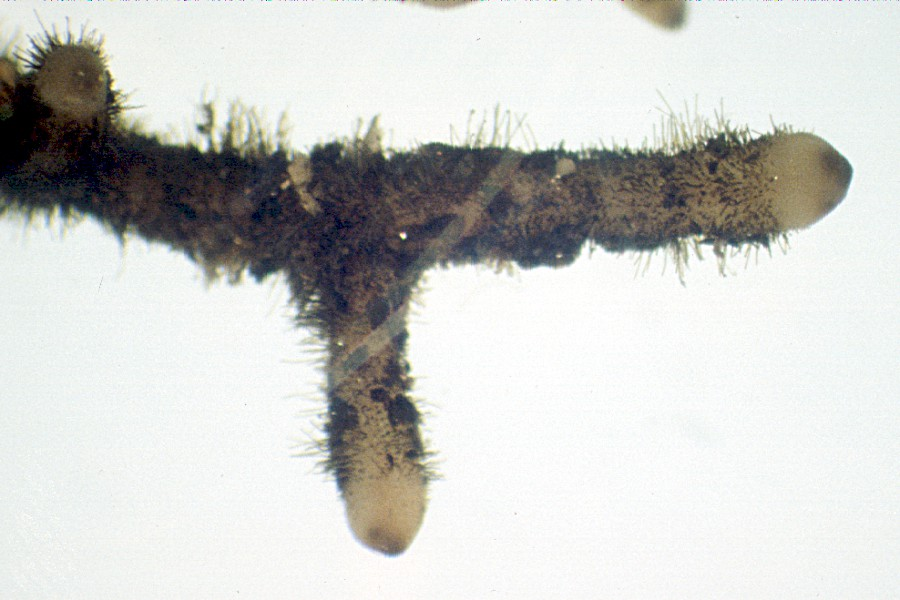
Ризоїди псилота голого

Ризо́їди (від грец. ῥίζα — корінь і εἶδος — вид) — ниткоподібні утворення, які слугують для прикріплення до субстрату та живлення у водоростей, мохів, лишайників, заростків Moniliformopses, деяких грибів. Ризоїди функціонально аналогічні до коріння: слугують для закріплення рослини на субстраті та всмоктування з нього розчинів поживних речовин. Але на відміну від коренів, ризоїди не мають тканин.
У водоростей являють собою виріст нижньої частини талому.
Слід відрізняти ризоїди від гаптерів, які слугують лише для прикріплення до субстрату та мають кілкоподібну форму.